# Avelino Barrio
Avelino Barrio (10 de agosto de 1920, La Coruña - 30 de junio de 1979, Buenos Aires) fue un médico, herpetólogo argentino de origen español .
Realizó sus estudios en el Colegio Nacional de Buenos Aires, y obtiene su doctorado en la Universidad de Buenos Aires, estudiando de 1948 a 1954. Pasa la mayor parte de su carrera en esa Universidad, y en el Instituto Nacional de Microbiología Carlos Malbrán, llegando a jefe de la División Herpetología y Ponzoñas. En 1969, funda el Centro Nacional de Investigaciones Ictiológicas y se consagra al estudio de animales venenosos. Además trabajó en taxonomía, y estudió el canto de ranas.

## Algunas publicaciones
- 1943. Observaciones sobre Lepidosiren paradoxa y fijación de material argentino. Revista Arg. de Zoogeografía III

## Abreviatura (zoología)
La abreviatura Barrio  se emplea para indicar a Avelino Barrio como autoridad en la descripción y taxonomía en zoología.